# Josep Maria Plans i Freyre
|  | «Josep Maria Plans » redirigeix aquí. Vegeu-ne altres significats a «Josep Maria Plans (desambiguació)». |

Josep Maria Plans i Freyre (Barcelona, 17 de juliol de 1878 - Madrid, 1934) va ser un físic i astrònom català.

## Biografia
Josep Maria Plans va estudiar a la Universitat de Barcelona, on es va doctorar en ciències físico-matemàtiques. Impartí classes de física i química a l'institut de Castelló de la Plana i a l'Escola Superior d'Aerotècnia, i fou catedràtic de mecànica racional a la facultat de Ciències de la Universitat de Saragossa (1909-1917) i de mecànica celeste a la Universitat Central de Madrid (1917-34). Va ser un dels primers científics que introduí la Teoria de la Relativitat a l'Estat. El 1918 va guanyar un premi de l'Institut d'Estudis Catalans per l'estudi El·lipsoide de Dirichlet.
És membre de la Reial Societat Espanyola de Física i Química, de la Reial Societat Matemàtica Espanyola, de l'Associació Espanyola per al Progrés de les Ciències, corresponent de la Pontificia Accademia dei Nuovi Lincei, de Roma, de l'Acadèmia de Ciències de Lisboa, de la Reial Acadèmia de Ciències i Arts de Barcelona, i de la Societé Française de Physique. El 1923 fou admès a la Reial Acadèmia de Ciències Exactes, Físiques i Naturals, de la que ja n'era corresponent des de 1914, ingressant amb el discurs Algunes consideracions sobre els espais de Weyl i d'Eddington i els últims treballs d'Einstein.

## Publicacions
- Lecciones de termodinámica (1913)
- Nociones fundamentales de mecánica relativista y proceso histórico del cálculo diferencial absoluto y su importancia actual (1921)